# Filipești, Brăila
Filipești (denumit inițial Bașa; ulterior, și Gropăria) este un sat în comuna Surdila-Găiseanca din județul Brăila, Muntenia, România.
Satul Filipești a apărut în 1835 cu numele de Bașa, după denumirea unui turc care avea acolo târle. În 1846, el și-a luat numele de Filipești, după proprietarul moșiei. Localnicii i-au spus și Gropăria, după numeroasele gropi săpate pentru conservarea alimentelor. La sfârșitul secolului al XIX-lea, satul constituia o comună de sine stătătoare din plasa Ianca a județului Brăila și avea 1074 de locuitori. În comuna Filipești funcționau o moară de aburi, o școală de băieți cu 50 de elevi înființată în 1860 și una de fete cu 28 de eleve deschisă în 1877.
În 1925, comuna era în plasa Călmățuiul a aceluiași județ și număra 1388 de locuitori.
În 1950, ea a trecut la raionul Făurei din regiunea Galați. În 1968, comuna Filipești a fost desființată și inclusă în comuna Surdila-Găiseanca, revenită atunci la județul Brăila, reînființat.